# Ушанов, Алексей Васильевич
Алексей Васильевич Ушанов (1923 — 1960) — советский военнослужащий, разведчик-наблюдатель 65-го гвардейского артиллерийского полка (36-я гвардейская стрелковая дивизия, вначале 7-я гвардейская армия, 2-й Украинский фронт затем 26-я армия, 3-й Украинский фронт), гвардии ефрейтор, полный кавалер ордена Славы.

## Биография
Родился в русской крестьянской семье в деревне Плотихино Сергиевского уезда Московской губернии (в настоящее время Сергиево-Посадский район Московской области). Окончил 7 классов школы. Работал в колхозе.
В июне 1941 года Константиновским райвоенкоматом был призван в ряды Красной армии. С августа 1942 года на фронтах Великой Отечественной войны. Участник обороны Сталинграда. Воевал на Сталинградском, Донском, Воронежском и Степном фронтах.
В наступательных боях на территории Румынии 20—24 августа 1944 года старший разведчик наблюдатель 65-го гв. ап гвардии рядовой Ушанов обнаружил 3 пулемётных точки и до взвода солдат и офицеров противника, которые по его донесениям были уничтожены огнём артиллерийской батареи. Приказом по 36-й гвардейской артиллерийской дивизии № 40/н от 31 августа 1944 года был награждён орденом Славы III степени.
В уличных боях в Будапеште 10 января 1945 года сопровождал орудия батареи на огневую позицию прямой наводки, когда противник начал забрасывать орудия гранатами из окон домов. Ушанов из своего личного оружия с дистанции 50 метров уничтожил 4-х солдат противника. В тот же день с НП командира батареи обнаружил 6 огневых точек противника. Приказом по 65-му гвардейскому артиллерийскому полку № 34/н от 31 января 1945 года был награждён медалью «За отвагу».
В наступательном бою 27 октября 1944 года в районе Тисоварконь (Венгрия) противник при поддержке танков и бронетранспортёров перешёл в контратаку с целью отбросить советские части на левый берег реки Тиса. Гвардии рядовой Ушанов, находясь в это время в боевых порядках пехоты, одним из первых заметил переход противника в контратаку и немедленно доложил об этом командиру батареи. Батарея открыла огонь по контратакующим танкам и бронетранспортёрам противника и 1 танк сожгла, а другой подбила, отбив при этом контратаку противника. В эту же ночь противник предпринял вторичную контратаку против частей Красной армии, а Ушанов так же своевременно обнаружил и доложил на огневую позицию батареи. Батарея немедленно открыла огонь, подбив при этом 1 танк. В разгаре ночного боя, когда автоматчики противника пытались обойти орудия батареи огнём из своего автомата задерживал их продвижение, а орудие прямой наводкой расстреливало вражеских автоматчиков. В этом бою было уничтожено до взвода солдат и офицеров противника.
Приказом по 7-й гвардейской армии № 74/н от 10 марта 1945 года гвардии рядовой Алексей Ушанов, разведчик наблюдатель 65-го гвардейского артполка, был награждён орденом Славы II степени.
За 10 дней боёв 6—16 марта 1945 года при отражении танковых атак противника восточнее озера Балатон в районе населённых пунктов Аба и Таркерестур, находясь всё время в боевых порядках пехоты, обнаружил 4 артиллерийские и 2 миномётных батареи, 11 пулемётных точек, 2 наблюдательных пункта, 5 блиндаже и 1 танк. Выявленные огневые точки были подавлены и уничтожены артиллерийским огнём батареи, что дало возможность успешно отразить все атаки противника. Приказом по 26-й армии № 122 от 29 апреля 1945 года он был повторно награждён орденом Славы II степени. Указом Президиума Верховного Совета СССР от 17 февраля 1970 года был перенаграждён орденом Славы 1-й степени (посмертно).
Был демобилизован в звании ефрейтора в 1945 году. Вернулся на родину, работал в колхозе.
Скончался 10 ноября 1960 года.
В декабре 2020 года имя Алексея Ушанова присвоено улице в Плотихине.